# Ascocarpo

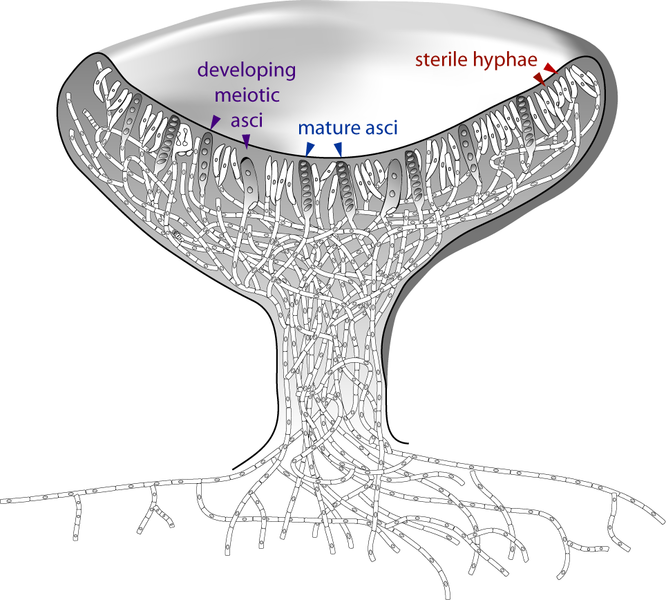
Diagrama de un ascocarpo (apotecio) que muestra los tejidos estériles, ascas maduras y en desarrollo.

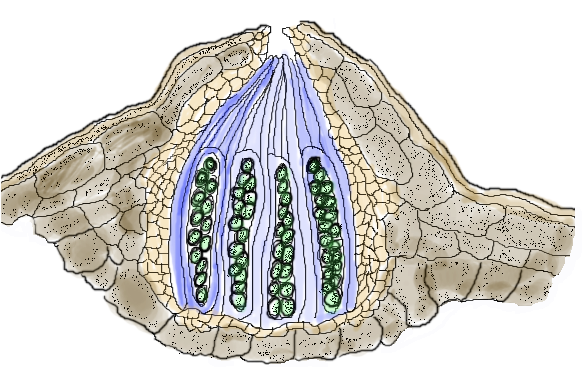
Diagrama de un peritecio (las esporas, que se muestran en verde, se agrupan en 8 pares en cada asca).

Un ascocarpo o ascoma, es el nombre dado en micología al esporocarpo característico de los hongos pertenecientes a la división Ascomycota. Los esporocarpos de estos hongos son estructuras reproductivas complejas, compuestas de hifas entrelazadas y fuertemente compactadas, en cuya superficie interna crecen millones de ascas, un tipo específico de estructura formada por células reproductivas que cuando maduran, típicamente originan ocho ascosporas. En muchas ascomas, las ascas forman una capa llamada himenio o capa himenial.
En cuanto a la morfología, los ascocarpos se pueden abrir y en forma de copa (apotecio), cerrados y esféricos (cleistotecio), o en forma de pera o botella, con un pequeño poro a través del cual se liberan las ascosporas (peritecio). La mayoría de los ascocarpos son macroscópicos, los apotecios pueden ser relativamente grandes y carnosos, mientras que los tipos restantes son submicroscópicos o microscópicos, rara vez superan el tamaño de un grano de pimienta molido.

## Clasificación de los ascocarpos

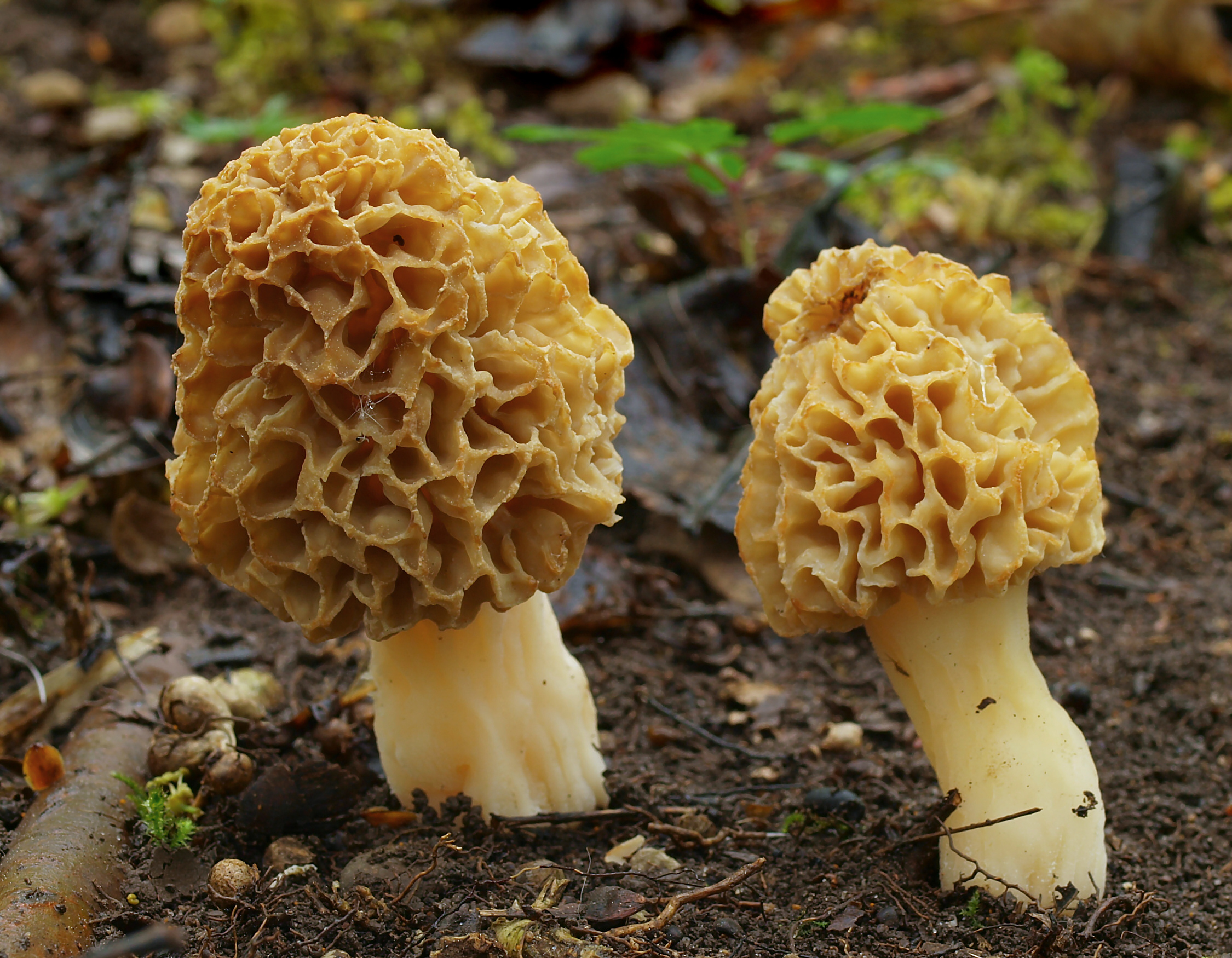
Ascocarpos de Morchella esculenta.

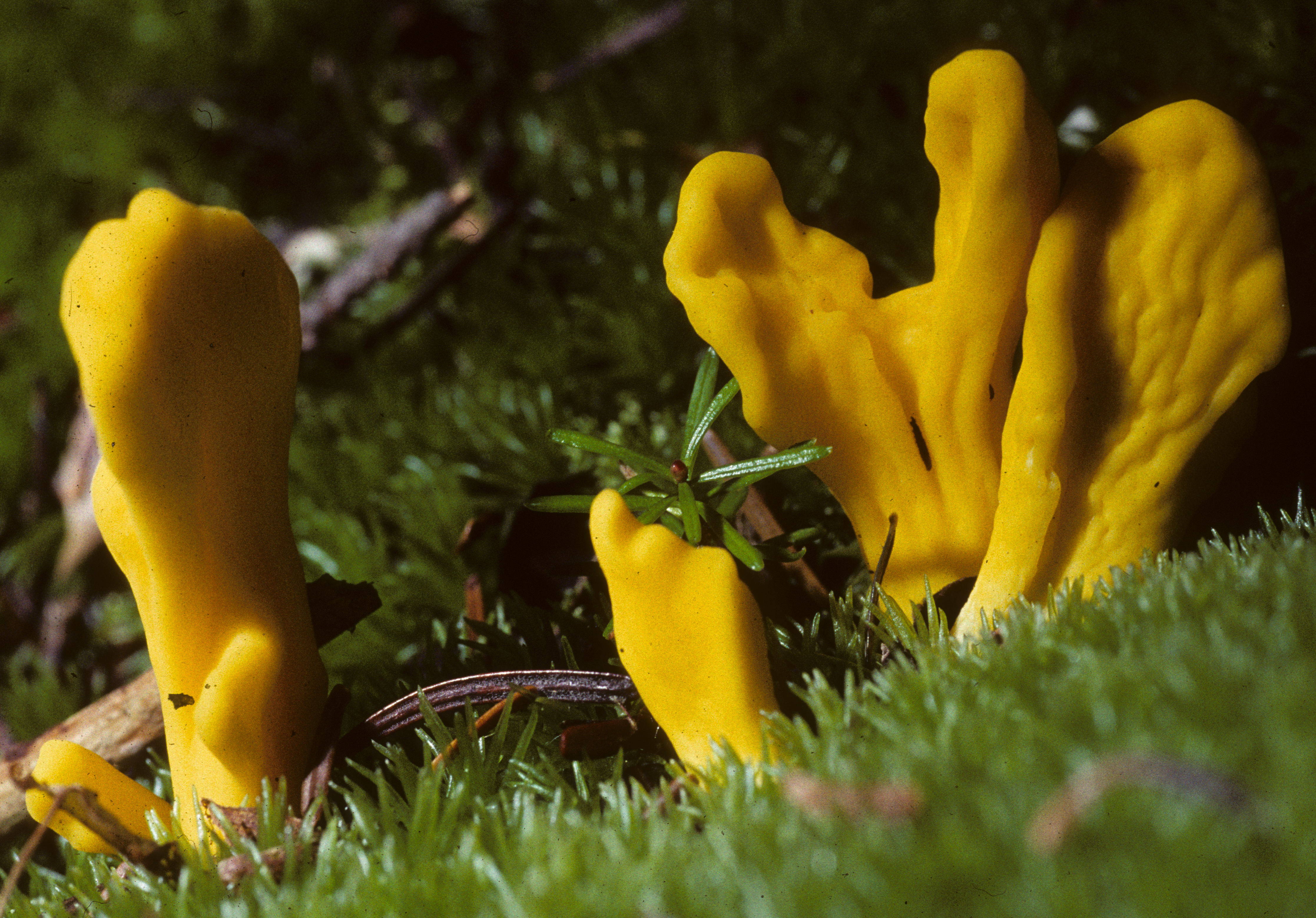
Ascocarpos de Neolecta irregularis.

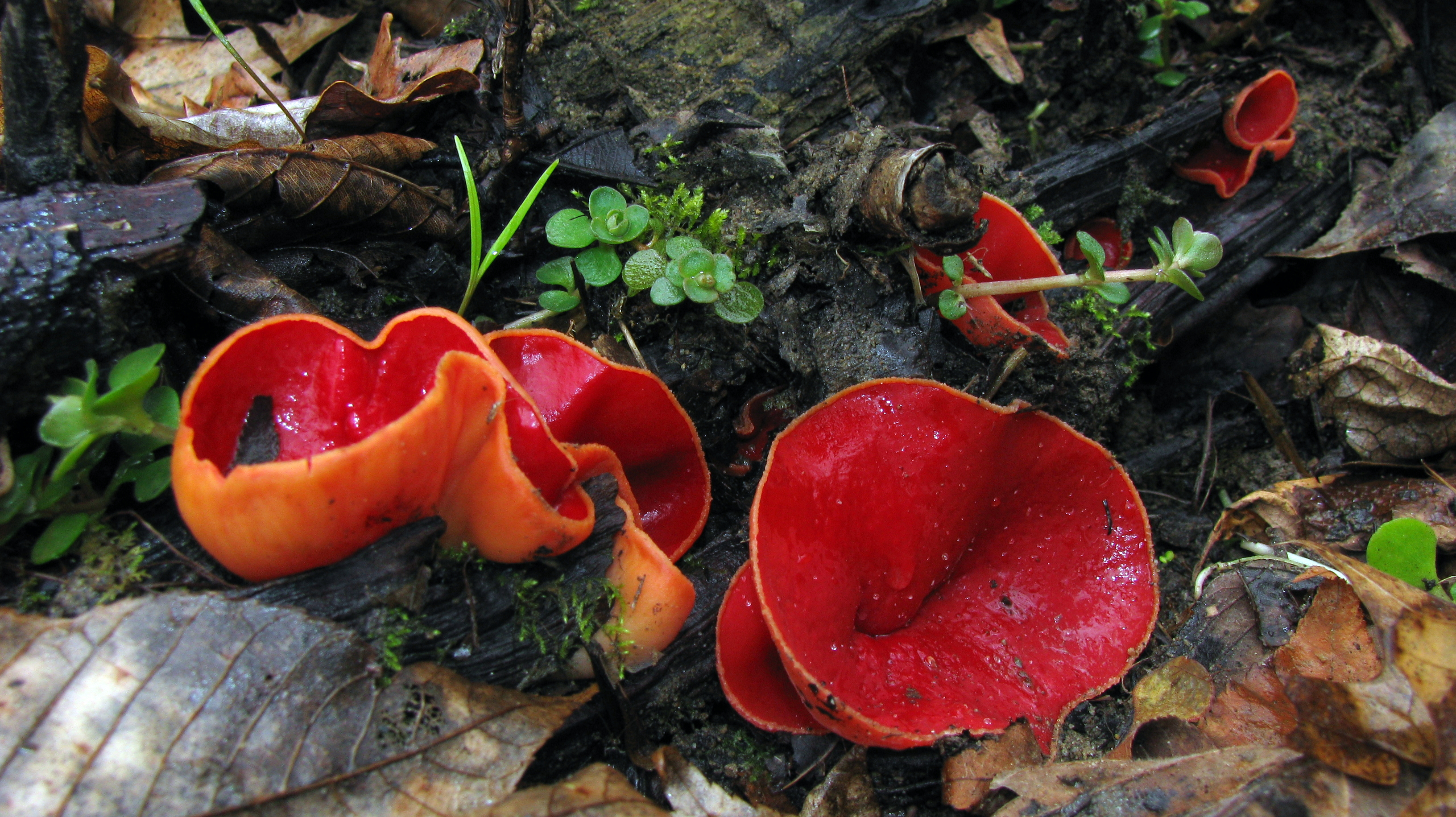
Ascocarpos de Sarcoscypha coccinea.

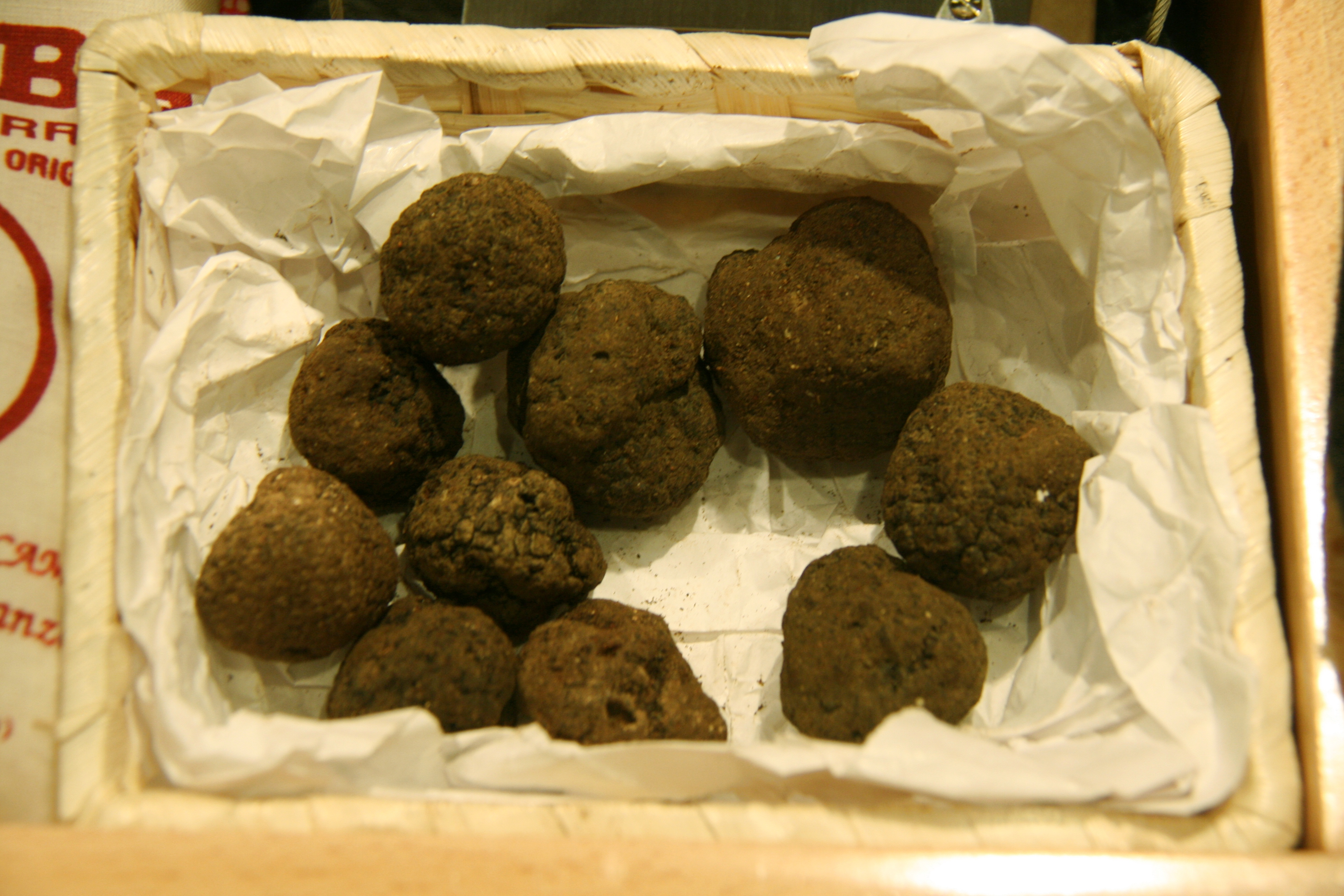
Trufas.

Una forma básica de clasificar los ascocarpos se basa en su ubicación (aunque esta característica tiene poco valor taxonómico), dividiéndolos en dos grandes categorías:
- Epígeo: aquellos que crecen sobre el suelo, como Morchella;
- Hipogeo: aquellos que crecen debajo del suelo, formando estructuras subterráneas, como las trufas.

Mucho más significativo desde un punto de vista taxonómico es la clasificación en cuanto a la morfología, en particular en cuanto a la forma y posición del himenio. La clasificación morfológica más común divide los ascocarpos en los siguientes cuatro tipos morfológicos básicos:
- - Apotecio: es la forma más común de ascocarpo, que consiste en un esporocarpo en forma de copa, a veces casi discoidal, con una abertura agrandada, generalmente hacia arriba; la estructura es sésil y carnosa, alcanzando grandes dimensiones, con tres partes distintas, el himenio en su superficie cóncava superior, el hipotecio y el excipulo. Las ascas se forman en la superficie del himenio, quedando expuestas en la capa superior en la maduración. Los ejemplos más típicos de este tipo de ascocarpo se produce en hongos pertenecientes a la clase Pezizomycetes, en los que la capa fértil de himenio es libre, lo que permite la dispersión simultánea de millones de esporas. Los hongos conocidos como Morchella producen masas de ascocarpos comestibles (que no son verdaderas setas) con alto valor comercial debido a su valor gastronómico (las morquelas tienen masas de apotecios fusionados en una estructura común en forma de hongo invertido). Estructuras similares aparecen en los géneros Helvella y Gyromitra.
  - Cleistotecio: agrupa los ascocarpos con forma globosa, o incluso esferoidal, que forman esporocarpos con himenio cerrado, sin ninguna apertura hacia el exterior. En estas estructuras, la pared exterior, designado en general peredium generalmente consiste en una capa de hifas débilmente entrelazadas formando una pseudoparénquima (pseudoparenchyma) que contiene en su interior las ascas. En algunos casos, los cleistotecios presentan masas de hifas que se proyectan desde sus superficies externas, formando estructuras en general llamadas apéndices. Las ascas se dispersan dentro del ascocarpo (como en el género Eurotium) o formando mechones de la región basal del ascocarpo (como Erysiphe). En la mayoría de los casos, las ascas que se producen en este tipo de ascocarpo son globosas y con forma de pera, que se liberan en la maduración por la desintegración irregular de la pared del cleistotecio. Como en este tipo de ascocarpo, las esporas no se liberan automáticamente, los hongos con cleistotecios tuvieron que desarrollar nuevas estrategias para propagar sus esporas. Las trufas, por ejemplo, resuelven este problema con los animales que atraen, tales como jabalíes, de última hora y las esporas se extiende a ascocarpos ricos sobre un área amplia. Los cleistotecios se encuentran principalmente en hongos que tienen poco espacio disponible para sus ascocarpos, como los que viven debajo de la corteza de los árboles o están bajo tierra, como las trufas. También ocurre en los hongos dermatofitos, como los del género Arthroderma.
  - Peritecio: son ascocarpos en forma de botella que se comunican con el exterior a través de una abertura, que forma un poro o ostiol (una papila corta coronada por un poro circular), a través del cual se liberan las ascosporas. El canal ostiolar puede estar revestido por estructuras con morfología capilar llamadas periferias. Las ascas unificadas son generalmente de forma cilíndrica, sostenidos por un tallo (tallo), liberados de un poro desarrollado en la pared interna del peritecio y que surge de una célula basal. Ejemplos de este tipo de estructura se encuentran en los miembros de los órdenes Sphaeriales e Hypocreales. Los peritecios también se encuentran en los géneros Xylaria y Nectria.
  - Pseudotecio: este tipo de ascocarpo es similar a un peritecio, pero las ascas no se organizan regularmente en una capa himenial distinta. La estructura es bitunicada, con una pared doble que se expande cuando absorbe agua, estallando en un movimiento repentino que expulsa las esporas y promueve su dispersión. Entre las especies con este tipo de estructura se encuentra la costra de la manzana (Venturia inaequalis) y la enfermedad de la castaña (Guignardia aesculi).